# 162 f.Kr.

## Händelser

### Efter plats

#### Seleukiderriket
- Mackabaierna, ledda av Judas Mackabaios, fortsätter sin kamp mot Seleukiderna och förföljer den hellenismvänliga fraktionen i Judeen.
- Seleukidiska styrkor kontrollerar fortfarande Acra, en stark fästning i Jerusalem vid Tempelberget. Judas Mackabaios belägrar fästningen och som svar på detta går seleukidergeneralen och den unge seleukiderkungen Antiochos V:s förmyndare, Lysias, mot Jerusalem och belägrar Beth-zechariah, 25 kilometer från staden. Judas avbryter då sin belägring av Acra och för sin armé söderut till Beth-zechariah. I det efterföljande slaget vid Beth-zechariah uppnår seleukiderna sin första stora seger över mackabaierna och Judas tvingas dra sig tillbaka till Jerusalem.
- Lysias börjar därefter belägra staden. Just som en kapitulation från mackabaierna verkar nära förestående tvingas Lysias retirera, då den förre kungen Antiochos IV Epifanes överbefälhavare Filippos gör uppror mot honom. På grund av detta bestämmer sig Lysias för att föreslå en fredlig överenskommelse, som mackabaierna accepterar. Villkoren i fredsfördraget innefattar återupprättandet av religionsfriheten, tillåtelse för judarna att leva enligt sina egna lagar och ett officiellt återlämnande av Jerusalems tempel till dem.
- Med hjälp av den grekiske statsmannen och historikern Polybios lyckas den förre seleukiderkungen Seleukos IV Filopators son Demetrios fly från Rom, där han har hållits som gisslan i många år, och återvände till Syrien för att erövra tronen från sin brorson Antiochos V. I den efterföljande dispyten blir Antiochos V och hans förmyndare Lysias avsatta och avrättade. Demetrios insätter sedan sig själv på den seleukidiska tronen.

#### Georgien
- Kung Saurmag I av Kaukasiska Iberien dör. Då han inte har någon egen son efterträds han av sin svärson Mirian.

## Födda
- Tiberius Sempronius Gracchus, romersk politiker, som, i sin tjänst som plebejisk tribun, kommer att orsaka politiskt tumult i republiken, genom sina försök att lagstifta om agrara reformer; hans politiska ideal kommer så småningom att leda till att anhängare till den romerska senatens konservativa fraktion (Optimates) dödar honom (död 132 f.Kr.)

## Avlidna
- Antiochos V Eupator, härskare över Seleukiderriket sedan 164 f.Kr. (född omkring 173 f.Kr.)
- Lysias eller Lusias, seleukidisk general och guvernör av Syrien samt förmyndarregent för Antiochos V Eupator
- Saurmag I, kung av Kaukasiska Iberien